# Debendranath Tagore
Debendranath Tagore (1817-1905) là nhà triết học, nhà cải cách xã hội người Ấn Độ. Ông là một tín đồ của đạo Bà La Môn. Ông rất chú trọng việc giáo dục đạo đức và rèn luyện tài năng cho con của mình. Vì vậy, tất cả những đứa con của ông trở thành những nhà văn, nhà thơ, họa sĩ, nhạc sĩ và nhà hoạt động xã hội xuất sắc nhất của Ấn Độ, được nhân dân mến phục. Nổi tiếng nhất là Rabindranath Tagore, người châu Á đầu tiên đoạt Giải Nobel Văn học năm 1913.

## Tác phẩm
- Brahma Dharmo Grantho (1851)
- Atmatatto Bdya (1852)
- Brahma Dharmer Mot O Biswas (1860)
- Kalikata Bramha Samajer Baktrita (1862)
- Gyan O Dharmer Unnati (1893)
- Porolo O Mukti (1895)[2]